# Sophie Daull

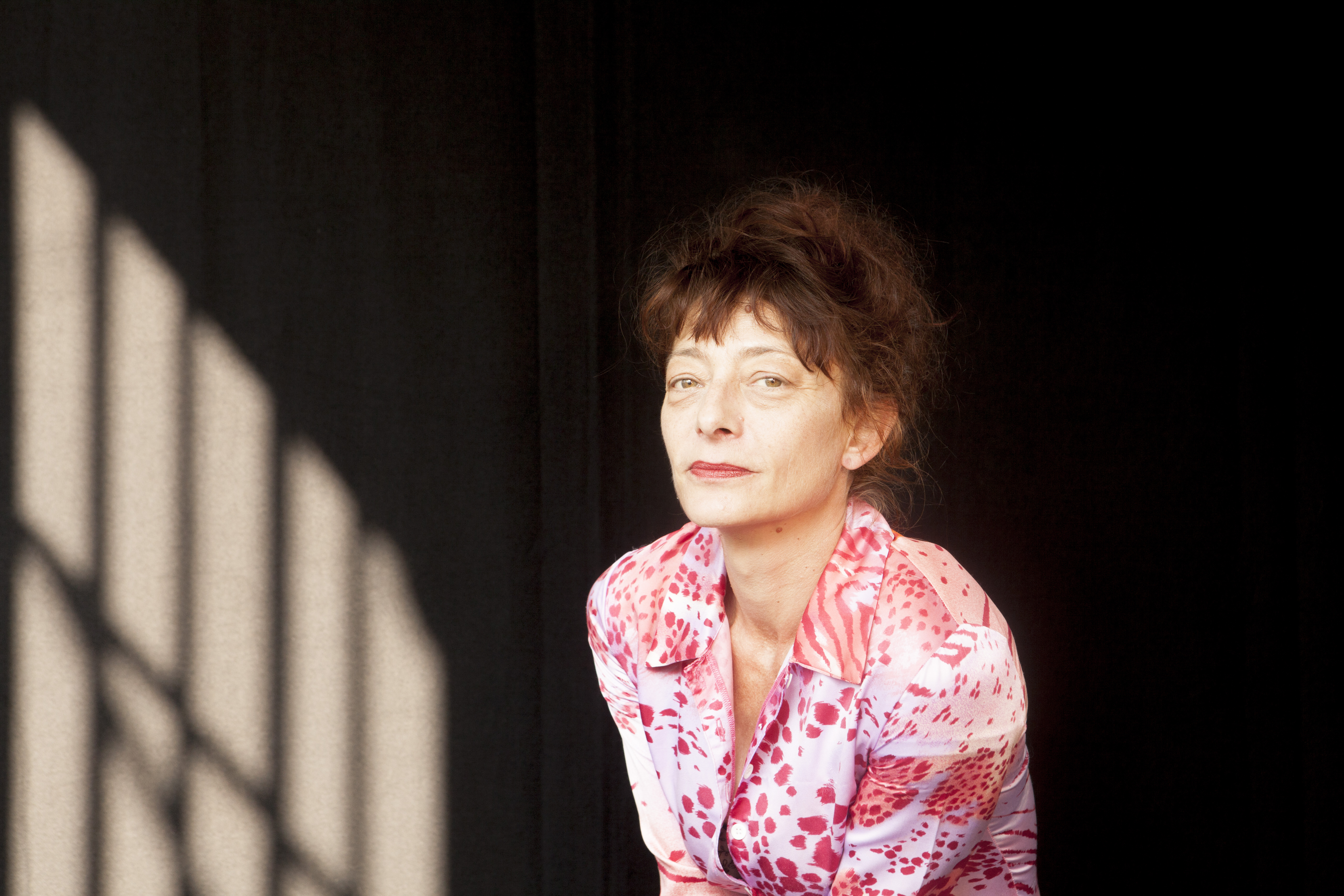
Sophie Daull (2023)

Sophie Daull (Belfort, 1965) è una scrittrice e attrice francese.

## Biografia
Sophie Daull è nata a Belfort nel 1965. Ha studiato pianoforte e canto al Conservatorio di Strasburgo.
Ha iniziato la carriera di attrice nel club teatrale del suo liceo, sotto la guida di Marcel Guignard, direttore del Théâtre du Pilier, nella cui compagnia ha recitato per tre anni.
Dopo la morte della madre, vittima di omicidio nel 1985, si è trasferita in Svizzera, dove ha proseguito la propria formazione attoriale al Théâtre Populaire Romand diretto da Charles Joris.
Rientrata in Francia, ha studiato danza contemporanea con Hideyuki Yano a Besançon, collaborando alle creazioni di coreografi quali Odile Duboc e Jean Gaudin, proseguendo poi la sua carriera a Parigi.
Nel 1995 ha fondato la propria compagnia teatrale, L'eau Lourde, da lei diretta fino al 2018.
Partecipa regolarmente alle trasmissioni di France Culture, nonché a eventi quali corsi teatrali e di scrittura.

## Carriera letteraria
Si è rivolta alla scrittura nel 2014, in seguito alla morte della figlia sedicenne Camille, alla quale è dedicato il suo primo romanzo, Camille, mon envolée, pubblicato nel 2015.
Il suo secondo romanzo, La sutura, apparso nel 2016, è incentrato sulla vita della madre Nicole; del 2018 è invece Il lavatoio, in cui Daull si sofferma sulle circostanze della morte della madre, e sulla figura del suo assassino, e per il quale ha vinto il Premio letterario dell'Unione europea nel 2019.
Il suo più recente romanzo, Ainsi parlait Jules, è stato pubblicato nel 2022.

## Opere
- Camille, mon envolée (Camille, mio slancio, 2014).
- La sutura, Voland, Roma, 2023 - ISBN 9788862435109 (La suture, 2016 - trad. dal francese di Cristina Vezzaro).
- Il lavatoio, Voland, Roma, 2021 - ISBN 9788862434263 (Au grand lavoir, 2018 - trad. dal francese di Cristina Vezzaro).
- Ainsi parlait Jules (Così parlava Jules, 2022).